# Topana (geslacht)
Topana is een geslacht van rechtvleugeligen uit de familie sabelsprinkhanen (Tettigoniidae). De wetenschappelijke naam van dit geslacht is voor het eerst geldig gepubliceerd in 1869 door Walker.

## Soorten
Het geslacht Topana omvat de volgende soorten:
- Topana aguilari Piza, 1972
- Topana aurigera Rehn, 1918
- Topana cincticornis Stål, 1873
- Topana dentata Vignon, 1930
- Topana media Walker, 1869
- Topana postica Walker, 1869
- Topana tuberculata Brunner von Wattenwyl, 1878